# Oumma
Pour les articles homonymes, voir Oumma (homonymie).

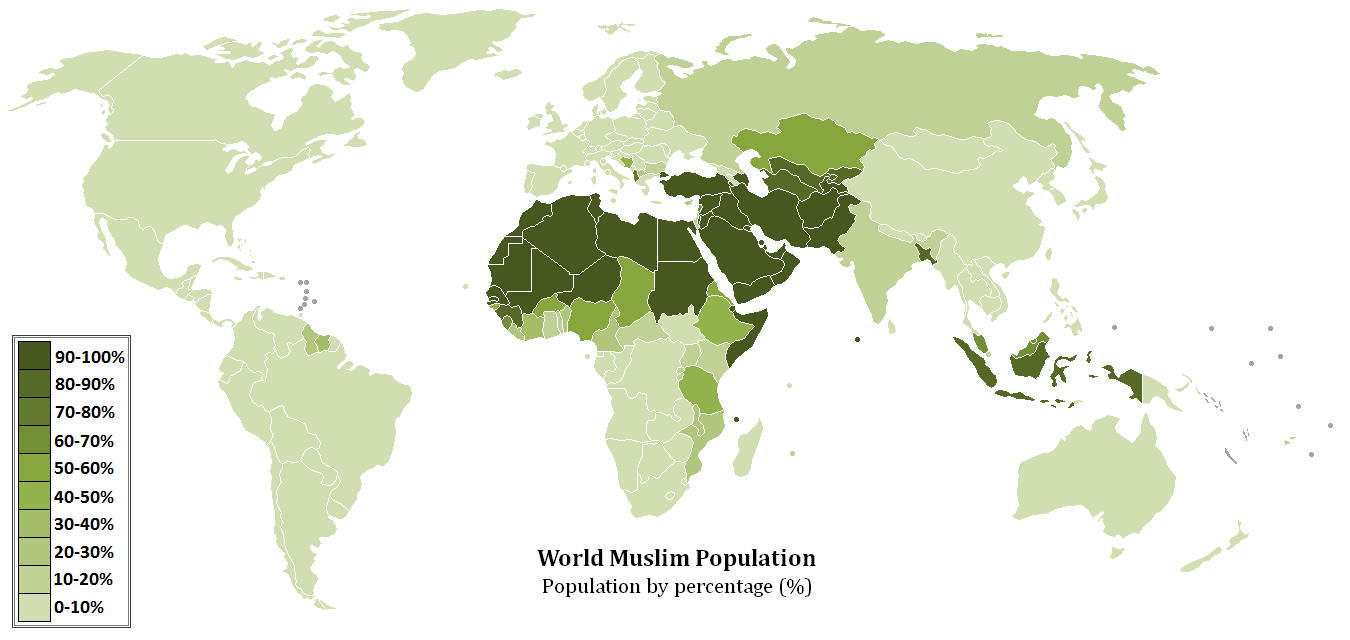
Part des musulmans parmi la population nationale dans le monde en 1956.

L'oumma, ou uma (arabe : أمّة [uma], communauté; nation), est la communauté des musulmans, indépendamment de leur nationalité, de leurs liens sanguins et des pouvoirs politiques qui les gouvernent. Le terme est synonyme de umma islamiyya, « la nation islamique ». 
Le concept est très différent de celui d'« Église » (en latin : ecclesia) chez les chrétiens (même au sens étymologique de l'assemblée des fidèles) car l’Église est le Corps du Christ-Jésus, le Fils de Dieu, pour les Chrétiens. Ici, l'Oumma est à la fois un contenu humain (les fidèles), politique (la nation islamique) et spirituel (communauté des musulmans).

## Histoire
Le concept d'oumma est né avec l'hégire, en 622, quand les premiers fidèles renoncent à l'organisation clanique qui prévaut jusque-là, pour une communauté de foi, et fut définie dans la Constitution de Médine. De l'oumma découle une notion de solidarité entre les musulmans.
La première rupture, entre chiites et sunnites, a lieu au moment de désigner le premier calife : d’un côté Ali, gendre et fils adoptif de Mahomet, et de l’autre Abû Bakr, beau-père de Mahomet, mais parent assez lointain. Dans cette querelle apparaissent les kharijites qui refusent tout caractère dynastique au titre de calife, celui-ci devant être choisi comme le meilleur parmi les musulmans.
La seconde rupture de l'oumma date de 910, lorsque le fatimide Ubayd Allah al-Mahdi se proclame calife contre le calife abbasside de Bagdad. Deux logiques de succession s'opposent alors : d'un côté, chez les Fatimides, le calife doit être un descendant d'Ali et de Fâtima (école aristocratique), de l'autre, ceux qui veulent un calife descendant du clan quraychite.
Quoi qu'il en soit, « vie familiale, sociale et politique, et proprement religieuse, bien immédiat de la cité terrestre, bien éternel de chaque croyant dans la cité future, tout est donné en un tout... que l'Islam, jusqu'aux moindres détails, pénètre et anime », telle est l'oumma.
Depuis le début du XXe siècle, ce terme a été repris par les différents nationalismes du monde arabe pour désigner la nation.

## Définition et acception élargie
Aujourd'hui, le terme est largement repris par des mouvements politico-religieux panislamiques. Pour l'historien Georges Corm, « cet attachement viscéral à la notion très imaginaire de Oumma et de civilisation ou de valeurs musulmanes ou arabo-musulmanes ne fait que traduire une réaction psychologique de compensation à l'état de déchéance dans lequel sont plusieurs sociétés qui ont pour religion principale l'Islam. »
Pour Marie-Thérèse Urvoy, l'idée d'umma implique de garder son mode de vie et ses valeurs et de ne pas être soumis à une autorité d'une autre religion. Pour cette raison, il ne saurait exister d'égalité entre tous les sujets quels qu'ils soient, l'égalité ne pouvant exister qu'entre les croyants. Cependant, même parmi ces derniers des inégalités peuvent survenir.